# جيورجي تشانتوريا
جيورجي تشانتوريا مواليد 23 يناير 1989 في تبليسي، الاتحاد السوفيتي، هو لاعب كرة مضرب سابق بدأ مسيرته كمحترف سنة 2004 وكان يلعب باليد اليسرى. أعلى تصنيف له في الفردي كان المركز الـ 1456.